# Meeting Internazionale Città di Velletri
Il Meeting Internazionale Città di Velletri è un evento annuale di atletica leggera, a caratura internazionale, che si tiene nella città di Velletri nel mese di luglio. Nato nel 2002, si è evoluto e sviluppato nel corso degli anni fino ad arrivare alle ultime edizioni che hanno visto scendere in pista nomi importanti dell'atletica mondiale.

## Storia del meeting
Il "Città di Velletri" nasce nel 2002 grazie all'impegno dell'Asd Atletica Roma Sud, associazione nata a Velletri nel 1975. La prima edizione è a carattere interregionale e vede la partecipazione di buoni talenti emergenti e tanti giovani. Il successo inaspettato riscosso dalla manifestazione induce gli organizzatori a continuare nel loro lavoro al fine di assicurare alla prima esperienza un seguito.
Nel corso degli anni le edizioni vanno via via migliorando, scendono in pista atleti mondiali di varie nazionalità e la federazione riconosce come "Internazionale" il Città di Velletri. Le edizioni del 2009 e del 2010 sono quelle che riscuotono il maggiore successo, con una vasta presenza di pubblico (l'impianto ospita fino a 10.000 spettatori) e rappresentanti delle autorità civili e sportive.
La IX edizione, del 2010, è stata vinta da Andrew Howe che ha definito il meeting importante trampolino di lancio ed allenamento per i suoi prossimi obiettivi. Nel 2011, in occasione della X edizione del 15 luglio, tra i protagonisti dell'evento c'è Joe Douglas, allenatore del "figlio del vento" Carl Lewis, che ha portato a Velletri due suoi allievi (lo zambiano Mumba e lo statunitense Jones).

## Impianto sportivo
Tutte le gare del meeting si tengono nello Stadio comunale Giovanni Scavo, impianto di primo livello adibito sia alle discipline atletiche che a quelle calcistiche. Oltre a tutte le strumentazioni necessarie, lo Scavo è dotato di una pista di atletica regolamentare a livello internazionale con sei corsie, spazi per il salto in lungo e per il salto in alto. La capienza si aggira intorno ai 10.000 spettatori totali e sono presenti due tribune semi-coperte (per il Meeting ne viene aperta al pubblico soltanto una).

## Principali discipline
Le discipline per le quali gareggiano gli atleti al Città di Velletri sono varie e disparate. 
Le gare sono per le categorie maschili e femminili.
- Peso
- Giavellotto
- Lungo
- Triplo
- Salto in alto
- Marcia miglio
- Marcia 5 km
- Marcia 2 miglia
- 5000 m
- 3000 m
- 800 m
- 100, 200, 300 m

## Record del meeting

### Maschili
| Data | Specialità             | Record   | Atleta            |
| ---- | ---------------------- | -------- | ----------------- |
| 2009 | 100 metri piani        | 10'23    | Vincent De Lima   |
| 2003 | 110 metri ostacoli     | 15"09    | Mauro Rossi       |
| 2003 | 200 metri piani        | 21"15    | Batman Holand     |
| 2003 | 400 metri piani        | 46"80    | Vincent Casey     |
| 2002 | 400 metri ostacoli     | 56"40    | Luigi Cavaliere   |
| 2008 | 800 metri piani        | 1'46"63  | Wesley Cheruiot   |
| 2009 | 3000 metri piani       | 7'56"42  | Masai Titus       |
| 2008 | 5000 metri piani       | 13'41"8  | Eric Chirchir     |
| 2010 | Salto in lungo         | 7,92 m   | Andrew Howe       |
| 2004 | Salto triplo           | 15,26 m  | Kajtek Kielich    |
| 2009 | Salto in alto          | 2,14 m   | Andrea Lemmi      |
| 2008 | Getto del peso         | 18,19 m  | Marco Dodoni      |
| 2005 | Lancio del giavellotto | 69,90 m  | Romano Almanio    |
| 2008 | Salto con l'asta       | 5,25 m   | Sergio D'Orio     |
| 2004 | Marcia miglio          | 6'19"38  | Vincenzo Magliulo |
| 2005 | Marcia 5 km            | 20'02"24 | Giorgio Rubino    |
| 2005 | Marcia 2 miglia        | 12'46"2  | Giorgio Rubino    |

### Femminili
| Data | Specialità             | Record   | Atleta               |
| ---- | ---------------------- | -------- | -------------------- |
| 2009 | 100 metri piani        | 11"51    | Schillonie Calvert   |
| 2003 | 100 metri ostacoli     | 15"57    | Valentina Azzurretti |
| 2006 | 200 metri piani        | 24"01    | Giulia Arcioni       |
| 2009 | 400 metri piani        | 52"43    | Libania Grenot       |
| 2002 | 800 metri piani        | 2'11"2   | Saavedra Se Miguel   |
| 2009 | 1500 metri piani       | 4'14"60  | Lauren Centrowitz    |
| 2004 | 3000 metri piani       | 9'23"52  | Vincenza Sicari      |
| 2009 | Salto in lungo         | 6,27 m   | Griva Lauma          |
| 2002 | Salto triplo           | 10,19 m  | Patrizia Del Frate   |
| 2008 | Salto in alto          | 1,85 m   | Elena Meuti          |
| 2008 | Getto del peso         | 12,91 m  | Eleonora Ricci       |
| 2002 | Lancio del giavellotto | 53,79 m  | Tiziana Rocco        |
| 2004 | Marcia miglio          | 7'45"45  | Emanuela Cioccari    |
| 2006 | Marcia 5 km            | 23'50"96 | Emanuela Perilli     |
| 2005 | Marcia 2 miglia        | 15'34"24 | Annalisa Potenza     |

## Nomi illustri
- Andrew Howe
- Libania Grenot
- Oscar Pistorius
- Alonso Edward
- Ali Saïdi-Sief
- Giulia Arcioni
- Marilyn Okoro
- Magdelín Martínez
- Jadel Gregório
- Derval O'Rourke
- Marco Dodoni
- Giorgio Rubino

Hanno partecipato al meeting anche altri numerosi medagliati.